# Føllet
Føllet (Equuleus) er et stjernebillede på den nordlige himmelkugle.